# Browns Wood
Browns Wood – dzielnica miasta Milton Keynes w Anglii, w Buckinghamshire, w dystrykcie (unitary authority) Milton Keynes. Leży 20,8 km od miasta Buckingham, 23,3 km od miasta Aylesbury i 68,8 km od Londynu. W 2001 miejscowość liczyła 4225 mieszkańców.